# Smetovi
Smetovi je planina u opštini Zenica. Najviši je vrh na 1025 metara nadmorske visine. Od centra Zenice udaljena je oko 8 kilometara.
Poznato je izletište Zeničanima. Lijepih je krajolika zbog čega je omiljena slikarima i fotografima. Relativno je uređena za rekreativce. Tu su uređene staze za šetnju, vožnju biciklom, mjesta za roštiljanje, odmor i ostalo. Izgrađeni su sportski tereni za košarku, fudbal i odbojku na pijesku, staze za brdski biciklizam i planinarenje. Na planini je sportsko-rekreacioni centar. Na platou je restoran i prenoćište. Uređeno je i za zimske ugođaje: staza za skijaše i skijaški lift.
Prema narodnoj predaji dobila je ime gdje se gorostas „smeo”, pa je planina dobila ime Smetovi. Gorostas iz narodne predaje zvao se Vran i sukobio se s hrabrim ratnikom imena Duk. Mjesto gdje su se sukobili kiklop Vran i čovjek Duk zove se Vranduk. Gorostas se spodbio i smeo na Smetovima.
Na vrhu Smetova je spomenik podignut borcima Zeničkog partizanskog odreda. Na njemu su imena izginulih boraca i stihovi Izeta Sarajlića: „I ne pitaj jesu li se mogli vratiti, i ne pitaj je li se moglo natrag, dok je posljednji put, crven kao komunizam gorio horizont njihovih želja.” Spomenik je izgrađen je 1968. godine, a na metalnu konstrukciju bile su položene aluminijumske ploče, koje su za rata nestale, zbog čega sada rđa.
Sa Smetova je za vedrog vremena vidljivost i do 100 kilometara, pa se mogu vidjeti i obližnje planine Zvijezda, Vranica, Vlašić, Busovačka staja, Lisac i dr.
Na Smetovima djeluje Planinarsko društvo „Željezara”. Planinarski dom je na 940 metara nadmorske visine, 10 km od Zenice. Na Smetovima su planinarske staze Pepelari—Smetovi (3 pravca), Nemila—Smetovi i Vranduk—Smetovi. Planinarski dom je pokraj potoka Mračaja, koji se ulijeva nešto dalje u Gračaničku rijeku. 800 metara zapadnije je spomenik Zeničkom partizanskom odredu.

## Galerija
- Spomenik Zeničkom partizanskom odredu 44°14′41″ SGŠ; 17°57′35″ IGD / 44.24476° SGŠ; 17.95968° IGD
- Planinarski dom Smetovi (Željezara) 44°14′51″ SGŠ; 17°58′16″ IGD / 44.247422° SGŠ; 17.971119° IGD
- Pogled sa puta ka Smetovima na Zenicu

## Spoljašnje veze
- Planina Smetovi na sajtu
- Avanti Zenica o Smetovima na sajtu
- Zimska idila snimljena iz zraka: Planina Smetovi kod Zenice (VIDEO) na sajtu N1
- Planina Smetovi kod Zenice — Dron.ba za N1 na sajtu
- Spomenikdatabase
- Slike izletišta Smetovi